# MG45通用機槍
MG45（德語：的縮寫，意即為「機槍」「（19）45年型」（「Maschinen」就是「Machine」；「gewehr」就是「gun」）；又稱：MG42V）是一挺以MG42通用機槍為藍本所研製的通用機槍，基本上是依照使用7.92×57毫米毛瑟口徑步枪子彈的武器來開發，但在1944年最後並沒有裝備於德國陸軍。

## 概述
1944年，第三帝國（Drittes Reich）的敗象逐漸出現，不足的物力逐漸掏空帝國的基業，於是在這樣的背景之下，新款的MG42登場。雖然說是MG42的衍生型，事實上亦可以將這款命名為MG45（又稱為MG42V）的機槍視為全新款機槍，因為原來的機槍操作方式已經有了大幅的改變，由原來的滾軸式槍機改為延遲反衝槍機（英語：Retarded blowback），因此理論上所需要的生產工時與成本又進一步減少，並且機槍重量下降到9公斤（19.84磅）左右。
儘管MG42與MG45的槍機運作都有滾軸，然而MG42的槍管是浮動式的，因為又採用槍口增壓器的原理，而MG45的槍管是固定的，這就是最大的區別，也是區別MG42與MG45的方法。至於外觀上要如何區別，MG45的槍口比較短，因為不需要槍口增壓器的關係。另外，因為它並沒有需要在發射前將其膛室完全閉鎖，增加了MG45的射速和簡化其設計和結構。
1944年6月，MG45/42V開始進行試射，一共發射了120,000發子彈並且能成功維持每分鐘1,350發的射速。然而戰爭末期的原物料匱乏導致許多研究計畫被迫推遲，MG45/42V的計畫更被排在了重要性較低的第三級，其所產生的資源運用排擠效應終究讓MG45只生產了十挺就告結束。
1945年5月，MG45移轉至库默斯多夫試驗場進行試射，但此時納粹德國已經分崩離析，蘇聯紅軍的坦克很快碾過了庫默斯多夫的土地，有至少兩挺MG45/42V以及大量技術資料被蘇軍繳獲。蘇軍隨後在1945年9月至12月對繳獲的兩挺MG45/42V進行了測試，在最後給予其的評價為一不成熟的設計，雖然相較於原版MG42已有減重，但槍機仍十分笨重，射速過高，精度也很差，拆解極其不方便。並且認為MG45/42V僅僅是個半成品，連最基本的自動射擊也沒有設計完備。測試也詳細分析記錄了MG45/42V的結構。
在幾乎所有半自由槍機的武器上，都會遇到抽殼問題，MG45也不例外。MG45幾乎在槍彈擊發的瞬間，槍機就開始後坐，同時抽出彈殼。但是此時膛內壓力很大，使得彈殼緊貼槍膛內壁，抽殼阻力也隨之增大。強行抽殼很容易發生斷殼故障。對此MG45的解決辦法是在膛內加工數條縱向凹槽，但凹槽不貫通彈膛。在槍彈擊發後，一部分火藥氣體沿著凹槽進入，在槍膛和彈殼之前形成一層“氣墊”墊起彈殼，降低抽殼阻力。至於為甚麼會產生這樣的技術想法，據大腳約翰(Grossfuss)的首席設計師（同時也是MG42的設計者）維爾納·格呂納（Werner Grüner）回憶，其在開發MG45/42V的槍機退殼系統時就有注意到此一問題，而毛瑟在研究滾柱延遲時也碰到了同樣的問題，並且困擾了毛瑟數月之久。最後從西班牙內戰中繳獲的蘇聯步槍SVT-38上發現此一解決機制，毛瑟開始評估此一彈膛內開槽的設計，並將之運用到了自己的Gerät 06H突擊步槍以及後續參與競爭的MG45/42V樣槍上。
在戰後，MG45並沒有因戰爭的結束而被歷史埋葬，並成為CETME的自動步槍與L型突擊步槍、SIG SG 510自動步槍與MG 710-3通用機槍、HK G3自動步槍及其各衍生型（包括HK21通用機槍、HK33突擊步槍與HK MP5冲锋枪）槍機運作的最佳藍本。

## 資料來源
1. ↑  .   [2010-09-30]. （原始内容存档于2011-07-07）.

## 外部連結
- （简体中文）—铁血社区—MG-45 （页面存档备份，存于）